# Насионал Монтевидео
„Насионал“  е един от двата най-добри уругвайски футболни отбора, само „Пенярол“ има подобен успех в национален, така и в международен план.
Основан е на 14 май 1899 г. в град Монтевидео. Отборът има 46 шампионски титли, трикратен носител на Копа Либертадорес и Междуконтиненталната купа, двукратен носител на Копа Интерамерикана, носител на Рекопа Судамерикана и има още 82 титли и купи от уругвайски турнири. Насионал развива и други спортове – волейбол, баскетбол, тенис и колоездене, но футболът е този, който го прави световноизвестен.

## История
На 18 юли 1861 г. британци основават отбор по крикет – Монтевидео Крикет Клуб. Той има и футболно отделение – ФК Монтевидео. На 14 май 1899 г. то се обединява с Уругвай Атлетика Клуб под името Клуб Насионал де Футбол. През 1900 г. шампионът на Уругвай ФК Албион се разпада и играчите му преминават в Насионал.
През 1903 г. Уругвай постига победа в първия си международен мач – 3:2 срещу Аржентина. В състава са само играчи на Насионал, тъй като играчите на другия силен отбор по това време – КУРКК – бойкотират националния отбор. Насионал е отборът с най-много играачи в националния отбор, когато той печели две световни първенства (през 1930 г. – 9, през 1950 г. – 5) и две олимпийски титли (през 1924 г. – 7, през 1928 г. – 8).
В периода 1900 – 1931 г. уругвайското първенство се провежда като аматьорско първенство. Насионал е отборът с най-много титли по това време – 11, като в два случая печели титлите в три поредни години – 1915 – 1917 и 1922 – 1924. В „професионалната ера“ Насионал има 30 титли, като в периода 1939 – 1943 печели пет поредни. Най-паметна за феновете е тази от 1941 г., когато Насионал печели всичките 20 мача, рекорд, неподобрен и до днес. Четири поредни титли Насионал печели между 1969 и 1972 г., а в периода 1955 – 1957 и 2000 – 2002 отборът отново завоюва титлата в три поредни години.
Във вечното дерби срещу Пенярол Насионал държи рекорда за най-много мачове без загуба (16 между 1971 и 1974 г.), както и за най-много поредни победи (10 между 1939 и 1942 г.). С най-много голове дербито е играчът на Насионал Атилио Гарсия (34). Като цяло обаче в изиграните мачове за всички турнири и купи Пенярол има повече победи – 153 срещу 137, а 141 срещу са завършили наравно.
В чужбина Насионал добива слава още през 1925 г., когато прави турне в Европа. Въпреки че по това време все още е амтьорски отбор, Насионал побеждава в повечето мачове срещу европейски професионални отбори. Славата на отбора нараства със спечелването на няколко международни турнира в Южна Америка, които предхождат основаването на Копа Либертадорес. През 1971 г. Насионал печели първата си Копа Либертадорес, побеждавайки на финала аржентинския Естудиантес в три мача (1:0, 0:1 и 2:0). Същата година отборът печели и Междуконтиненталната купа срещу Панатинайкос (1:1 и 2:1). През 1972 г. Насионал печели Копа Интерамерекана, побеждавайки мексиканския Крус Азул с. През 1980 г. Насионал отново триумфира в Копа Америка и Междуконтинталната купа, надделявайки съответно срещу Интернасионал от Бразилия (0:0 и 1:0) и Нотингам Форест (1:0) в първия финал, състоящ се само от един мач. През 1988 г. Насионал за трети път печели двете купи – с победи над аржентинския Нюелс Олд Бойс (0:1, 3:0) и холандския Айндховен (2:2, 7:6 след дузпи). Общо пет отбора (Насионал, Пенярол, Бока Хуниорс, Реал Мадрид и Милан) са печелили Междуконтиненталната купа по три пъти, но единствено Насионал успява да направи това само с три изиграни финала. През 1989 Nacional за втори път спечели Копа Интерамерикана, този път срещу Olympia от Хондурас, и те също спечели първото издание на Recopa Судамерикана срещу Расинг Клуб от Аржентина.

## Екипи
Домакинският екип на Насионал е бели фланелки, сини гащета и чорапи. Цвете са заимствани от уругвайското знаме. Случва се обаче отборът да играе изцяло в бяло. Резервният екип е червени фланелки и сини гащета и чорапи, а третият – сини фланелки и гащета и бели чорапи.

## Стадион
Основна статия: Парке Сентрал
Стадионът на Насионал се нарича Парке Сентрал и е построен през 1900 г. Известен е с това, че на него е изигран първият мач в историята на Световните първенства през 1930 г. В миналото Насионал често домакинства на националния стадион Естадио Сентенарио, където и до днес се играят дербитата на отбора.

## Успехи
Насионал има 154 титли и купи от официални първенства и турнири, както и още 50 титли от приятелски турнири.
Официални
- 49х Шампион на Уругвай: 1902, 1903, 1912, 1915, 1916, 1917, 1919, 1920, 1922, 1923, 1924, 1933, 1934, 1939, 1940, 1941, 1942, 1943, 1946, 1947, 1950, 1952, 1955, 1956, 1957, 1963, 1966, 1969, 1970, 1971, 1972, 1977, 1980, 1983, 1992, 1998, 2000, 2001, 2002, 2005, 2005/2006, 2008/2009, 2010/2011, 2011/12, 2015/15, 2016, 2019, 2020, 2022
- 3х Носител на Копа Либертадорес: 1971, 1980 и 1988
- 3х Носител на Междуконтиненталната купа: 1971, 1980 и 1988
- 2х Носител на Копа Интерамерикана: 1972 и 1989
- 1х Носител на Рекопа Судамерикана: 1989
- 8х Носител на Копа Компетенсиа: 1903, 1912, 1913, 1914, 1915, 1919, 1921 и 1923
- 13х шампион на Торнео Компетенсиа: 1934, 1942 (поделен), 1945, 1948, 1952, 1958, 1959, 1961, 1962, 1963, 1964 (поделен), 1967 (поделен) и 1989
- 7х Носител на Копа де Онор: 1905, 1906, 1913, 1914, 1915, 1916 и 1917
- 17х шампион на Торнео де Онор: 1935, 1938, 1939, 1940, 1941, 1942, 1943, 1946, 1948, 1955, 1957, 1958, 1959 (поделен), 1960 (поделен), 1961, 1962 (поделен) и 1963
- 7х Торнео Куадрангулар:: 1952, 1954, 1956, 1958, 1961, 1964 и 1967
- 11х Победител в Апертура: 1997, 1998, 1999, 2000, 2002, 2003, 2004, 2008, 2009, 2011 и 2014
- 6х Победител в Клаусура: 1995, 1996, 1998, 2001, 2006 и 2011.
- 6х Лигила: 1982, 1990, 1992, 1993, 1996, 1999 и 2007
- 3х Лига Майор): 1975, 1976 и 1977
- 2х Campeonato Nacional General Artigas: 1961 и 1962
- 1х Torneo Fermín Garicoits: 1965
- 1х Torneo Ciudad de Montevideo: 1973
- 1х Torneo 50º Aniversario de Colombes: 1974
- 1х Torneo Campeones Olímpicos: 1974
- 1х Campeonato Estadio Centenario: 1983
- 6х Copa Aldao (Copa Río de la Plata): 1916, 1919, 1920, 1940, 1942 и 1946
- 4х Copa de Honor Cousenier: 1905, 1915, 1916 и 1917
- 2х Cup Tie Competition: 1913 и 1915

Приятелски
- 6х Copa Confraternidad Rioplatense: 1902, 1903, 1908, 1909, 1913 и 1917
- 2х Copa Campeones del Plata: 1904 и 1922
- 1х Copa Albion: 1907
- 1х Copa Rosario-Montevideo: 1909
- 1х Copa Intendencias Municipales del Plata: 1919
- 1х Copa Uruguay-Paraguay: 1924
- 2х Copa Montevideo-Avellaneda: 1927 и 1928
- 2х Copa Ciudad de La Plata: 1928 и 1971
- 1х Copa Embajada de España: 1928
- 1х Copa Amistad Nacional-Boca: 1929
- 1х Copa Embajada de Perú: 1929
- 1х Copa del Atlántico: 1947
- 4х Copa Ciudad de Montevideo Internacional: 1953, 1969, 1970 и 1978
- 1х Campeonato Nocturno Rioplatense: 1938
- 1х C. C. Grandes del Río de la Plata: 1938
- 1х Copa Triangular Internacional: 1970
- 1х Trofeo 2º Carnaval del Fútbol de México: 1971
- 1х Copa Colosos del Fútbol: 1976
- 1х Torneo Ciudad de León: 1977
- 2х Copa Ciudad de Montevideo: 1986 и 1987
- 1х Copa Bayer: 1986
- 1х Copa Mar del Plata: 1989
- 1х Copa Mar del Plata: 1998
- 1х Copa Conrad de Punta del Este: 2005
- 1х Copa Ricard de Punta del Este: 2006
- 1х Copa Ricard de Montevideo: 2008
- 1х Copa SUAT: 2008
- 1х Copa Teresa Herrera (La Coruña): 1958
- 1х Pentagonal Internacional: 1959
- 1х Trofeo Ciudad de Valladolid: 1972
- 2х Trofeo Costa del Sol (Málaga): 1972 и 2006
- 1х Trofeo Ciudad de Palma: 1986
- 1х Trofeo Ciudad de Albacete: 1987
- 1х Copa Corea del Sur: 1989
- 1х Copa China: 1996
- 2х Copa Santiago de Futebol Juvenil: 1989 и 1994

## Актуален състав
| №         |         | Име                   |
| Вратари   | Вратари | Вратари               |
| --------- | ------- | --------------------- |
| 12        |         | Густаво Мунуа         |
| 1         |         | Габриел Араужо        |
| 25        |         | Хорхе Бава            |
| Защитници |         |                       |
| 6         |         | Хуан Мануел Диас      |
| 3         |         | Исмаел Бенегас        |
| 4         |         | Гилермо де лос Сантос |
| 18        |         | Пабло Алварес         |
| 19        |         | Андрес Скоти          |
| 13        |         | Хорхе Курбело         |

| №             |               | Име                  |
| Полузащитници | Полузащитници | Полузащитници        |
| ------------- | ------------- | -------------------- |
| 5             |               | Рафаел Гарсия        |
| 22            |               | Риналдо Крусадо      |
| 17            |               | Максимилиано Калсада |
| 20            |               | Алваро Рекоба        |
| 8             |               | Диего Арисменди      |
| 22            |               | Николас Прието       |
| 16            |               | Карлос де Пена       |
| 2             |               | Гастон Перейро       |
| 11            |               | Игнасио Гонсалес     |
| 30            |               | У̀го Дорего           |
| Нападетели    |               |                      |
| 7             |               | Ренато Сесар         |
| 10            |               | Ричард Порта         |
| 23            |               | Сантяго Гарсия       |
|               |               | Хенри Химѐнес        |
| 21            |               | Хуан Крус Масиа      |
| 24            |               | Иван Алонсо          |

## Известни бивши играчи
| - Алваро Рекоба - Алехандро Сичеро - Алфредо Сибечи - Анебал Пас - Андрес Масали - Андрес Скоти - Анхел Романо - Атилио Гарсия - Виктор Еспараго - Густаво Мунуа - Данеил Фонсека - Джани Гигу - Диего Годин - Диего Лугано - Домингос да Гиа | - Ектор Кастро - Ектор Риал - Ектор Скароне - Луис Артиме - Манга - Марио Регейро - Мигел Анхел Бриндизи - Милтон Нунес - Нелсон Абеихон - Николас Лопес - Пиер Вебо - Педро Петроне - Педро Сеа - Родолфо Родригес - Роберто Порта - Рубен Соса - Луис Суарес | - Сантос Урдинаран - Себастиан Абреу - Себастиан Коатес - Себастиан Виера - Серхио Даниел Мартинес - Уго де Леон - Фабиан О'Нийл - Фернандо Муслера - Хорхе Мартинес - Хосе Леандро Андраде - Хосе Насаси - Хосе Сантамария - Хосе Санфилипо - Хуан Мануел Диас - Хулио Дели Валдес - Хулио Моралес - Хулио Перес - Шуберт Гамбета |